# Новопокровка (Херсонская область)
Новопокро́вка (укр. Новопокровка) — село в Новотроицкой поселковой общине Генического района Херсонской области Украины.
Население по переписи 2001 года составляло 1371 человек. Почтовый индекс — 75353. Телефонный код — 5548. Код КОАТУУ — 6524482501.

## История
Село впервые упоминается в исторических документах в 1855 году под названием Джаны-Киргиз. В январе 1918 года в селе установлена советская власть. 13 сентября 1941 года село было оккупировано немецкими войсками. Освободили населенный пункт 1 ноября 1943 года..